# ラブゲティ

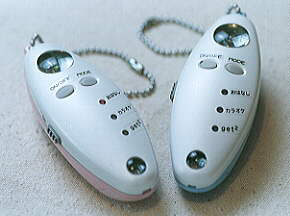
ラブゲティ

ラブゲティ（Lovegety）は1998年1月に発売された携帯端末で、形状はたまごっちに似ている。ラブゲティは通信機能で遊ぶことが特徴で、女性用と男性用があり、300Mhz帯の通信により近くに存在するラブゲティを感知しお互い反応し合う。ラブゲティには「おはなしモード」「カラオケモード」「get2モード」と3種類のモードがある。また、「GET」「FIND」ランプがあり、電源をONにしモードを設定しておくと、半径5メートル内にラブゲティ保有者がいると感知し合う。お互いモードが一致すると「GET」ランプが点滅し音が鳴る。異なるモードの場合「FIND」ランプが点滅し音が鳴る。モードを変え相手のモードと一致すると「GET」ランプが点滅し音が鳴る。マスコミに取り上げられ話題となり、133万個を販売しギネスブックに載る。日本版ブルートゥースと称され、世界初出会い電子機器である故、海外からロイター、Paris match等の取材により、海外で話題になり偽者も多く出回った。高藤丈也らによって、企画、製造、販売された。

## 概要
- 発売：1998年1月10日。東急ハンズ、キディランド、博品館から発売
- その他：W3CのWEBサイトでは、日本版ブルートゥースと紹介された。慶應義塾大学村井純教授の授業にも題材として使われた。
- 高藤丈也